# Eleições em 2009
Esta é uma lista das eleições em 2009.

## Janeiro
- 12: Malta, Presidenciais
- 18: El Salvador, Legislativas
- 25: Bolívia, Referendo
- 30: Somália, Presidenciais

## Fevereiro
- 8: Liechtenstein, Parlamentares
- 8: Suíça, Referendo
- 10: Israel, Legislativas
- 15: Venezuela, Referendo
- 16: Bangladesh, Presidenciais

## Março
- 8: Coreia do Norte, Parlamentares
- 10: Micronésia, Parlamentares
- 12: Antígua e Barbuda, Gerais
- 15: El Salvador, Presidenciais
- 18: Azerbaijão, Referendo
- 21: Eslováquia, Presidenciais
- 22: Macedônia, Presidenciais
- 29: Montenegro, Parlamentares
- 29: Mayotte, Referendo

## Abril
- 5: Moldávia, Parlamentares
- 9: Indonésia, Legislativas
- 9: Argélia, Presidenciais
- 16: Índia, Gerais
- 19: Haiti, Senado
- 19: República Turca do Chipre do Norte, Parlamentares
- 22: África do Sul, Gerais
- 25: Islândia, Parlamentares
- 26: Andorra, Parlamentares
- 26: Equador, Gerais

## Maio
- 3: Panamá, Gerais
- 9: Maldivas, Parlamentares
- 16: Kuwait, Lesgilativas
- 17: Lituânia, Presidenciais
- 17: Suíça, Referendo
- 17: Comores, Referendo
- 19: Malawi, Gerais
- 23: Alemanha, Presidenciais
- 24: Mongólia, Presidenciais
- 31: Ossétia do Sul, Parlamentares

## Junho
- 2: Groenlândia, Parlamentares
- 4 a 7: União Europeia, Parlamentares
- 7: Líbano, Parlamentares
- 7: Dinamarca, Referendo
- 7: Luxemburgo, Legislativas
- 12: Irã, Presidenciais
- 21: Itália, Referendo
- 28: Albânia, Parlamentares
- 28: Argentina, Parlamentares
- 28: Guiné-Bissau, Presidenciais

## Julho
- 5: México, Legislativas
- 5: Bulgária, Parlamentares
- 8: : Indonésia, Presidenciais
- 12: República do Congo, Presidenciais
- 18: Mauritânia, Presidenciais
- 23: Quirguistão, Presidenciais
- 29: Moldávia, Parlamentares
- 31: Nova Zelândia, Referendo

## Agosto
- 2: Comores, Parlamentares
- 4: Níger, Referendo
- 20: Afeganistão, Presidenciais
- 30: Gabão, Presidenciais
- 30: Japão, Gerais

## Setembro
- 1: Vanuatu, Presidenciais
- 14: Noruega, Parlamentares
- 16: Suíça, Conselho Federal
- 20: Macau, Legislativas
- 25: Aruba, Gerais
- 27: Alemanha, Parlamentares
- 27: Portugal, Legislativas
- 27: Suíça, Referendo

## Outubro
- 2: Irlanda, Referendo constitucional
- 4: Grécia, Legislativas
- 11: Portugal, Autárquicas
- 16: Botsuana, Gerais
- 20: Níger, Parlamentares
- 25: Uruguai, Gerais (1º turno)
- 25: Tunísia, Gerais
- 26: Ilhas Marshall, Presidenciais
- 28: Moçambique, Gerais

## Novembro
- 10: Moldávia, Presidenciais (1º turno)
- 22: Romênia, Presidenciais (1º turno) e referendo
- 25: São Vicente e Granadinas, Referendo
- 27 e 28: Namíbia, Gerais
- 29: Guiné Equatorial, Presidenciais
- 29: Suíça, Referendo
- 29: Uruguai, Gerais (2º turno)
- 29: Honduras, Gerais

## Dezembro
- 6: Bolívia, Gerais
- 6: Comores, Legislativas (1º turno)
- 6:  Romênia, Presidenciais (2º turno)
- 7: Moldávia, Presidenciais (2º turno)
- 12: Abecásia, Presidenciais
- 13: Chile, Presidenciais e parlamentares
- 18: Dominica, Parlamentares
- 20: Comores, Legislativas (2º turno)
- 27: Uzbequistão, Parlamentares
- 27: Croácia, Presidenciais

## Sem data prevista
- Costa do Marfim, Presidenciais
- São Cristóvão e Nevis, Gerais